# Cyclocross Tábor 2013
De 16e editie van de Cyclocross Tábor in Tábor werd gehouden op 26 oktober 2013. De wedstrijd maakte deel uit van de wereldbeker veldrijden 2013-2014. De titelverdediger was de Belg Kevin Pauwels. Dit jaar won de Nederlander Lars van der Haar.

## Mannen elite

### Uitslag
| Plaats | Naam              | Ploeg                     | Tijd     |
| ------ | ----------------- | ------------------------- | -------- |
| 1      | Lars van der Haar | Rabobank Development Team | 1u09'07" |
| 2      | Philipp Walsleben | BKCP-Powerplus            | z.t.     |
| 3      | Kevin Pauwels     | Sunweb-Napoleon Games     | + 11"    |
| 4      | Francis Mourey    | FDJ.fr                    | + 12"    |
| 5      | Klaas Vantornout  | Sunweb-Napoleon Games     | + 24"    |
| 6      | Niels Albert      | BKCP-Powerplus            | + 27"    |
| 7      | Bart Aernouts     | AA Drink                  | + 31"    |
| 8      | Martin Bína       | KwadrO-Stannah            | + 35"    |
| 9      | Corné van Kessel  | Telenet-Fidea             | + 51"    |
| 10     | Enrico Franzoi    | Miche-Guerciotti          | + 55"    |

| Pos. | Punten | Pos. | Punten |
| ---- | ------ | ---- | ------ |
| 1    | 200    | 27   | 33     |
| 2    | 160    | 28   | 32     |
| 3    | 140    | 29   | 31     |
| 4    | 120    | 30   | 30     |
| 5    | 110    | 31   | 29     |
| 6    | 100    | 32   | 28     |
| 7    | 90     | 33   | 27     |
| 8    | 80     | 34   | 26     |
| 9    | 70     | 35   | 25     |
| 10   | 60     | 36   | 24     |
| 11   | 58     | 37   | 23     |
| 12   | 56     | 38   | 22     |
| 13   | 54     | 39   | 21     |
| 14   | 52     | 40   | 20     |
| 15   | 50     | 41   | 19     |
| 16   | 48     | 42   | 18     |
| 17   | 46     | 43   | 17     |
| 18   | 44     | 44   | 16     |
| 19   | 42     | 45   | 15     |
| 20   | 40     | 46   | 14     |
| 21   | 39     | 47   | 13     |
| 22   | 38     | 48   | 12     |
| 23   | 37     | 49   | 11     |
| 24   | 36     | 50   | 10     |
| 25   | 35     | 51-  | 5      |
| 26   | 34     |      |        |

1996 · 
1997 · 
1998 · 
1999 · 
2000 · 
2001 · 
2002 · 
2003 · 
2004 · 
2005 · 
2006 · 
2007 · 
2008 · 
2010 (WK) · 
2010 · 
2011 · 
2012 · 
2013 ·  
2014 · 
2015 (WK) · 
2016 · 
2017 (EK) · 
2018 · 
2019 · 
2020 · 
2021 · 
2022 · 
2024 (WK)
 Cauberg Cyclocross · 
 Cyclocross Tábor · 
 Duinencross · 
 Citadelcross · 
 GP Eric De Vlaeminck · 
 Memorial Romano Scotti · 
 Cyclocross Nommay